# Aulacospermum tianschanicum
Aulacospermum tianschanicum är en flockblommig växtart som först beskrevs av Jevgenij Korovin, och fick sitt nu gällande namn av C.Norman. Aulacospermum tianschanicum ingår i släktet Aulacospermum och familjen flockblommiga växter. Inga underarter finns listade i Catalogue of Life.